# Hurritische muziek
Met Hurritische muziek wordt de muziek bedoeld die afkomstig is van de Hurrieten uit ongeveer 2700 v.Chr. tot 200 v.Chr.. De Hurritische beschaving is erg belangrijk geweest bij tal van hedendaagse historisch-musicologische onderzoeken, omdat de Hurrieten, voor zover bekend, de eersten waren die een lied hebben opgeschreven.

## Inleiding

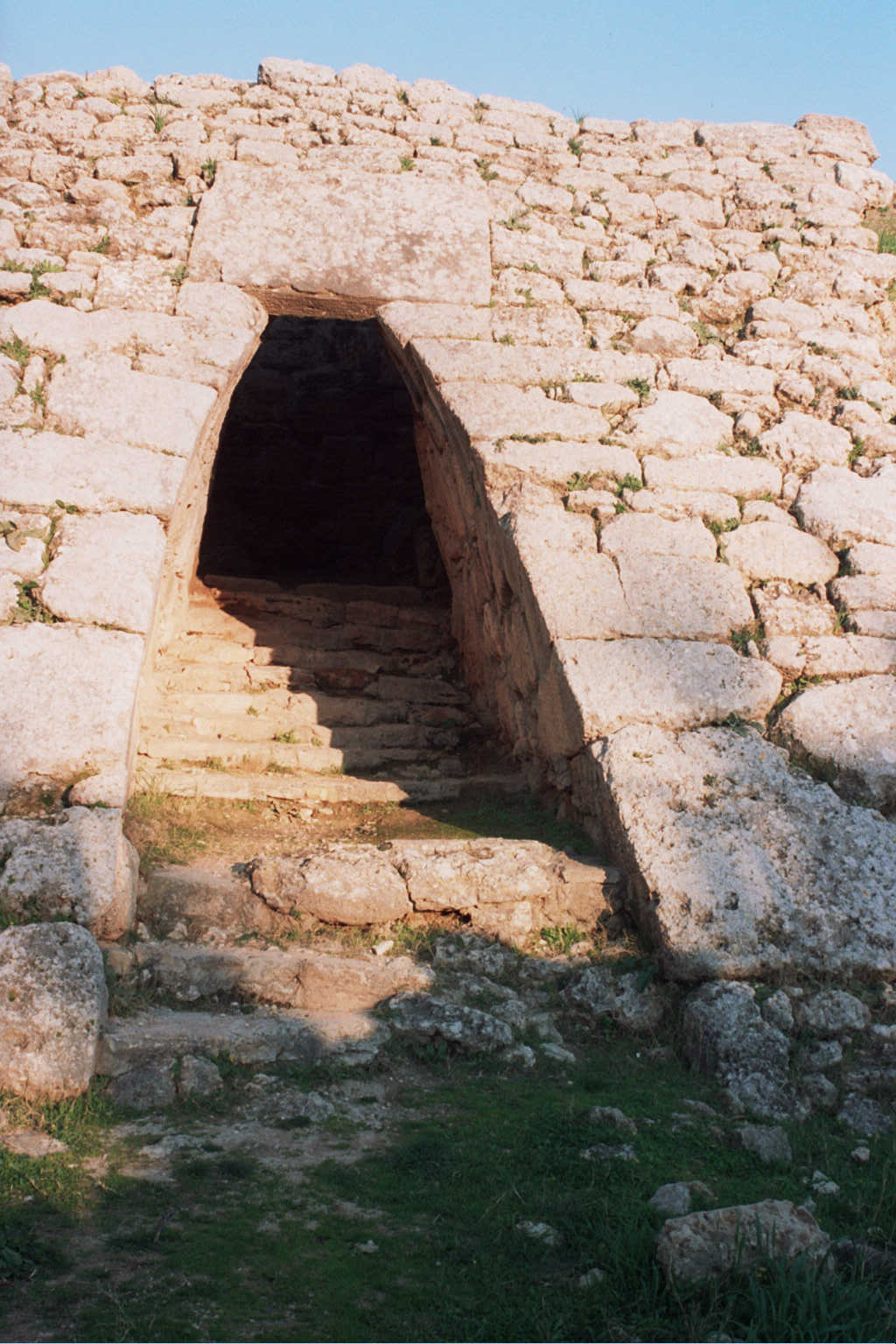
Doorgang van een Hurritische ruïne

De Hurrieten leefden in het huidige Syrië, in het noorden van Mesopotamië. Het was het grootste volk uit de omgeving, maar leefde in grote groepen, waardoor er alleen in de vallei van de Khabur-rivier en het voormalige koninkrijk Arrapha sporen van ze zijn gevonden. Mogelijk waren de Hurrieten oorspronkelijk afkomstig uit de Kaukasus, en hebben zij zich pas later naar Mesopotamië verplaatst.
Muziek was altijd al een belangrijk aspect voor vermaak of emotie-uiting. Tot en met de 14e eeuw v.Chr. werden hymnen echter van leraar tot leerling overgebracht, of werden ze ter plekke geïmproviseerd. De Hurrieten brachten daar verandering in, zo blijkt uit de vertaling die assyrologe Anne Kilmer maakte van een kleitablet dat in de jaren 50 van de 20e eeuw werd gevonden in de koninklijke residentie van de voormalige plaats Ugarit, dat tegenwoordig is omgedoopt tot Ras Shamra.
Het volledig muziekstuk omvat zo'n 36 hymnen in spijkerschrift genoteerd, en is gevonden in een laag die wordt gedateerd als behorend tot de 14e eeuw v.Chr., en dit is het enige dat in vrij complete vorm is bewaard.

## De bruiloft van Nikkel en Yarich

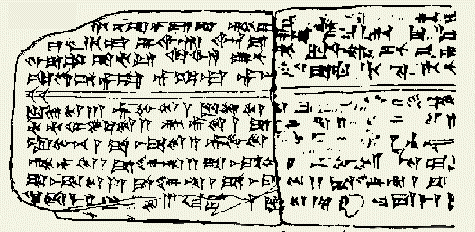
Afdruk van de hymne van de bruiloft op het kleitablet

Bij het onderzoek uit 1972 van professor Kilmer bleek uiteindelijk dat het tablet zowel de muziek, als de tekst, als instructies voor muzikanten bevatte. De muziek op het tablet was een hymne voor de godin van de boomgaarden, Nikkal, en kreeg na de vertaling in het Nederlands de titel De bruiloft van Nikkel en Yarich. De tekst vertelt verder hoe de maangod Yarich Chirichbi, de vader van Nikkal, om de hand van zijn dochter vraagt. Chirichbi weigert aanvankelijk, maar stemt na onderhandeling toch toe. Tot slot worden er in de hymne de zeven Hurritische geboortegodinnen bezongen. Historici vermoeden dat de hymne een standaard onderdeel voor bruiloften was. De tekst is, na vertaling door Hans-Jochen Thiel, als volgt (in het Engels):
I will (bring x?) in the form of lead at the right foot (of the divine throne)
I will (purify ?) and change (the sinfulness).
(Once sins are) no longer covered and need no longer be changed,
I feel well having accomplished the sacrifice.
(Once I have) endeared (the deity), she will love me in her heart,
the offer I bring may wholly cover my sin
bringing sesame oil may work on my behalf
in awe may I ...
The sterile may they make fertile,
Grain may they bring forth.
She, the wife, will bear (children) to the father.
May she who has not yet borne children bear them. 
De bruiloft van Nikkel en Yarich is op het gevonden tablet, zoals eerder vermeld, opgeschreven met een soort notenschrift, en bevat bovendien instructies voor de uitvoering van het stuk. Deze informatie staat opgeschreven in het Hurritisch, en is dus in spijkerschrift geschreven. De tekst geeft aan dat het lied gezongen moet worden door één zanger, die begeleid moet worden door een harpist. Bovendien staat er op het tablet vermeld hoe de harp gestemd moet worden, en wat voor zangtechnieken de zanger moet gebruiken. Hoe de muziek geklonken heeft is niet helemaal zeker, verschillende professoren hebben er verschillende stukken uit kunnen afleiden.

## Muziekinstrumenten

### Lier
De lier is tegenwoordig vooral bekend door het gebruik van het instrument in de klassieke oudheid, maar werd ook in Mesopotamië gebruikt. De lieres van Ur zijn de bekendste voorbeelden daarvan. De instrumenten werden in 1929 gevonden door de Britse archeoloog Leonard Woolley. De stukken die werden gevonden, waren afkomstig van op z'n minst drie lieres uit ongeveer 2750 v.Chr. De meest complete lier is het hiernaast afgebeelde exemplaar; een tiensnarig, stieruitbeeldend instrument, dat zich momenteel in Bagdad bevindt.
De lier was een van de belangrijkste instrumenten uit de Hurritische muziek. Het werd in vrijwel elk stuk gebruikt, en had een begeleidende rol.

### Slagwerk

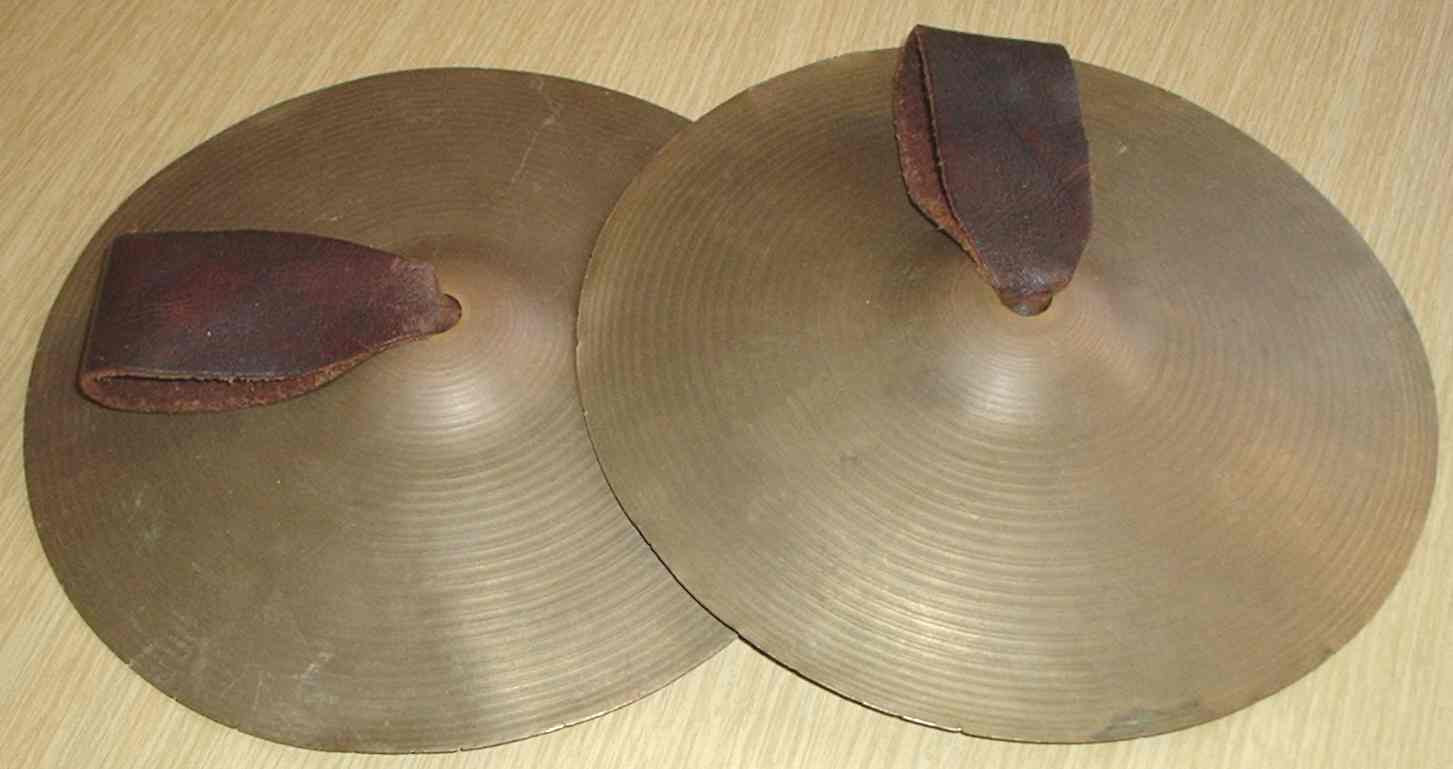
Bekkens

Net als in de meeste andere oude muzieksoorten uit het Midden-Oosten, diende percussie ook bij de Hurrieten enkel als ritmische begeleiding. Met behulp van vooral trommels en bekkens werden zangers en instrumentalisten geholpen om in de maat te blijven. Het slagwerk op zich was niet bedoeld voor de schoonheid en de slagwerkpartijen zagen er dan, behalve dat ze meestal op een hoog tempo gespeeld moesten worden, vrij eenvoudig uit.

### Schalmei
Schalmeien werden in de Hurritische muziek voornamelijk gebruikt om de melodieën te spelen. De qernête, op zijn beurt weer de voorganger van de duduk, is van origine een Hurritisch product. Dit laatstgenoemde instrument was een riet-blaasinstrument, waarbij de toon wordt aangemaakt door tussen twee stukken riet te blazen (zoals dat tegenwoordig bij de fagot gebeurt). Tot en met het ontstaan van de Oud-Egyptische muziek was pentatoniek het gebruikelijke toonladder-systeem, en dus was dat ook bij de Hurrieten het geval. De qernête had dan ook slechts vijf tonen.